# Répétitions en tandem

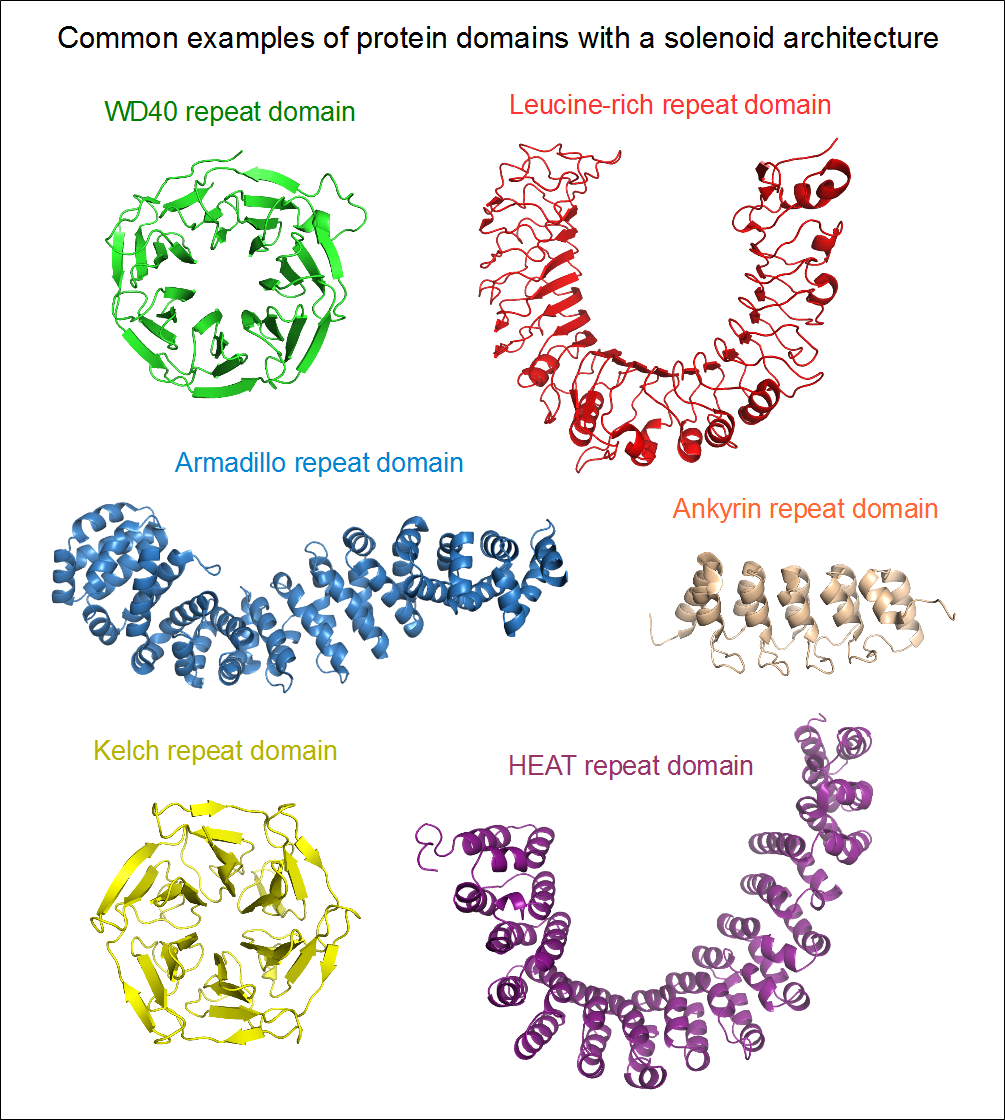
Exemples courants de répétitions en tandem dans des protéines : répétition WD40 de la protéine βTrCP1 en vert, répétition riche en leucine de la protéine TLR2 en rouge, répétition armadillo de β-caténine en bleu, répétition ankyrine de la protéine ANKRA2 en orange, motif Kelch de la protéine KEAP1 en jaune et répétition HEAT d'une sous-unité régulatrice R1a d'une protéine phosphatase 2 en magenta.

En biochimie, les répétitions en tandem sont l'association, dans une protéine, d'au moins deux occurrences de motifs séquentiels ou de motifs structuraux semblables. Ces redondances sont générées par des duplications internes dans les séquences génomiques codantes et non codantes. La nature des unités ainsi répétées en tandem peut être extrêmement diverse, allant de la répétition d'un seul résidu d'acide aminé à la répétition de domaines de plus d'une centaine de résidus,.

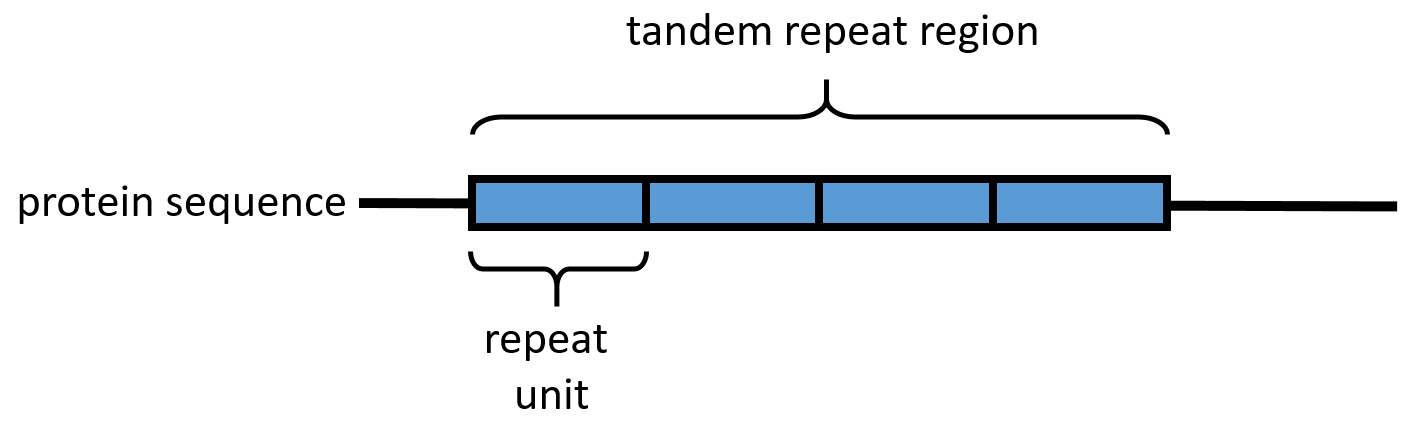
Représentation schématique d'une séquence protéique de répétitions en tandem.

Les répétitions en tandem sont omniprésentes dans les protéomes et se retrouvent dans au moins 14 % de toutes les protéines. On les retrouve notamment dans près du tiers des protéines humaines et la moitié des protéines de Plasmodium falciparum et de Dictyostelium discoideum,. Les répétitions en tandem d'unités courtes sont les plus fréquentes, notamment les répétitions d'un même résidu.
Environ la moitié des répétitions en tandem sont des régions ayant une conformation intrinsèquement désordonnée et naturellement dépliée,,, tandis que l'autre moitié présente une structure tridimensionnelle stable ayant une grande variété de formes et de fonctions,.
Les structures des répétitions en tandem peuvent être rangées dans cinq classes en fonction de la longueur des unités répétées :
- agrégats cristallins formés par des répétitions d'unités d'un ou deux résidus, typiques de régions de faible complexité ;
- structures fibreuses stabilisées par des interactions inter-chaînes formées par des répétitions d'unités de trois à sept résidus ;
- structures linéaires formées de répétitions d'unités de 5 à 40 résidus prédominantes dans les domaines en solénoïde ;
- structures fermées formées de répétitions d'unités de 30 à 60 résidus ;
- structure en collier de perles formées de répétitions d'unités de plus de 50 résidus, suffisamment grandes pour se replier chacune en domaines stables.

Les protéines et structures suivantes sont des exemples bien connus ayant des répétitions en tandem : le collagène, qui joue un rôle clé dans l'arrangement de la matrice extracellulaire animale ; les superhélices, qui portent des fonctions structurelles et d'oligomérisation ; les répétitions riches en leucine, qui se lient spécifiquement à un certain nombre de protéines globulaires par leurs surfaces concaves ; les doigts de zinc, qui régulent l'expression de gènes en se liant à l'ADN.